# Готовцев, Кирилл Эрикович
Кири́лл Э́рикович Гото́вцев (род. 12 января 1969, Москва) — один из старейших рекламистов на интернет-рынке России. Основатель рекламного агентства «Маньяко».

## Биография
Родился 12 января 1969 года в Москве. Прадед — советский фотомастер Моисей Соломонович Наппельбаум. Отчим — кинодраматург Валентин Ежов (1921—2004), мать — писатель Наталья Всеволодовна Готовцева (род. 1944).
Служил в кавалерийской дивизии. В 1993 году окончил киноведческий факультет ВГИКа, после этого некоторое время занимался съёмкой рекламных роликов.
В середине девяностых организовывает компанию «СмерШ Техникс», выпускающую сложную электронику для борьбы с промышленным шпионажем.
Участвовал в запуске нескольких публичных проектов (например, «Графомании») и в появлении на свет сообщества «ЕЖЕ» (сетевые СМИ), был создателем и главным редактором журнала «Bannermaker.ru» — первого сетевого издания про рекламу в сети.
Принимал участие в создании первой в истории Рунета баннерной сети «Спутник». В 2000 году Готовцев возглавлял компанию «Проджект Маркетинг» в рамках IT-холдинга «Cognitive Technologies».
Был директором по маркетингу группы развития Port.ru и участвовал в преобразовании проекта в Mail.Ru.
Был генеральным продюсером BDSM-проекта SM LIfe и главным редактором About SM Life.
Один из основателей рунета, интернет-рекламы, баннеростроения, сайтостроения и интернет-маркетинга в России (наряду с Андреем Себрантом и Леонидом Делицыным).
В 2005 году принимал участие в акциях протеста в интернете против размещения в столице работ Церетели.
В январе 2006 года совместно с Дмитрием Завалишиным основал IT-компанию Digital Zone, специализирующуюся на разработке высокотехнологичного программного обеспечения, оптимизированного под большую нагрузку и/или требующего проведения значительных исследовательских работ и внедрения know-how.
Регулярно входит в состав жюри таких событий, как интернет-фестиваль «Интернить», Киевский международный фестиваль рекламы и др. В 2009 году возглавил жюри интернет-премии Украины Propeller Digital, в 2010 — член жюри премии «Сапожник с сапогами» от экспертной группы Tagline. Кирилл Готовцев был трижды (реклама и маркетинг, интернетостроительство, дизайн) упомянут в докладе о развитии российского интернета Торгово-Промышленной Палаты США в 1999 г.
В 2006 году основал рекламное агентство «Маньяко» и долгое время был его генеральным директором. Также был совладельцем студии «Аксиом» и компании «Гросснаб», запустившей проект «Powerball в России».
С 5 апреля по 8 июня 2014 года дебютировал в качестве телеведущего — в кулинарной программе «Готовит Готовцев» на телеканале «Перец».

## Семья
Женат. Воспитывает двух сыновей. 